# Colinas de Chocolate

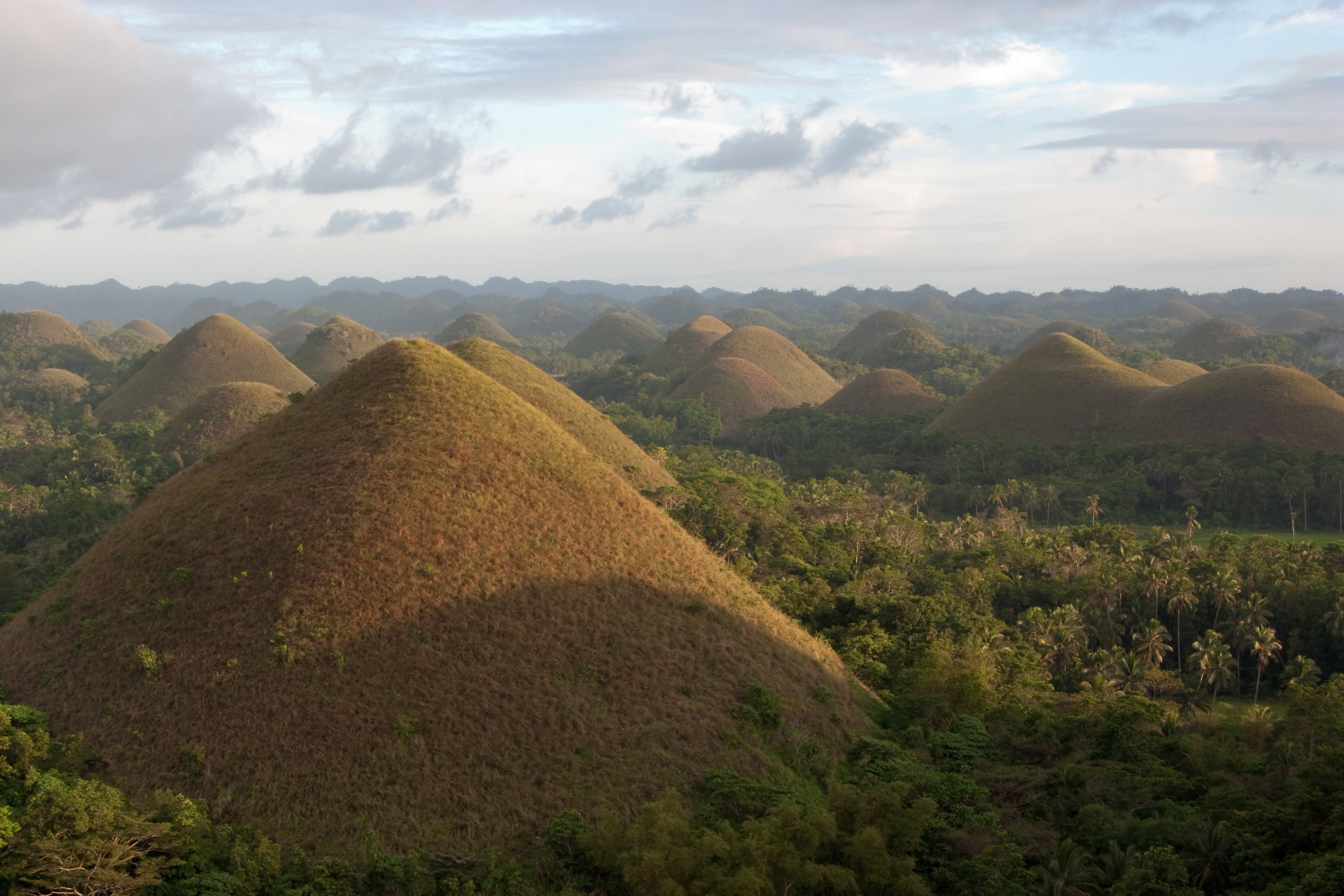
Colinas de chocolate.

Las Colinas de Chocolate (inglés: Chocolate Hills) son una formación geológica inusual en Bohol, Filipinas. Se compone de alrededor de 1268 conos en formas de colinas de aproximadamente el mismo tamaño, repartidas en una superficie de más de 50 kilómetros cuadrados. Están cubiertos de hierba verde que se vuelve marrón durante la estación seca; de ahí el nombre.
Las Colinas de Chocolate son una famosa atracción turística de Bohol. Aparecen en la bandera y sello provinciales para simbolizar la abundancia de atractivo natural de la provincia. Están en la lista de Autoridad de Turismo de Filipinas; han sido declaradas tercer Monumento Geológico Nacional y propuestas para su inclusión en la lista de Patrimonio de la Humanidad de la Unesco.